# سرين (بيسان)
سيرين (سيرين تحريف لكلمة «سير» الارامية، وتعني القمة) تقع في أقصى شمال قضاء بيسان وتبعد عن المدينة 17 كم على ارتفاع (200) متر عن سطح البحر. تبلغ مساحة أراضيها (28445) دونماً. وقدر عدد سكانها عام 1922 حوالي (581) نسمة، وفي عام 1945 ما يقارب (810) نسمة. تعد القرية ذات موقع أثري يحتوي على أرضية مرصوفة بالفسيفساء، وأساسات ومدافن، وقلعة كرنيش، كما تحيط بها مجموعة من الخرب التي تضم مواقع أثرية. قامت المنطمات الصهيونية المسلحة بهدم القرية وتشريد أهلها البالغ عددهم عام 48 حوالي (940) نسمة، وكان ذلك في 12-5-1948 ويلغ مجموع اللاجئين من هذه القرية في عام 1998 حوالي (5770) نسمة.

## تاريخ وموقع القرية
كانت القرية تقع في رقعة مستوية من الأرض، تنحدر بالتدريج نحو الجنوب الغربي. وكان يحد موقع القرية من الشمال الغربي وادي الردوح، ومن الجنوب الشرقي وادي البيادر ومن الجنوب وادي البيرة.
توسطت سرين قرى عولم من الشمال وطيرة بيسان من الغرب؛ ومن الشرق عرب البشاتوة وجسر المجامع، من الجنوب كوكب الهوا، دنة والبيرة. يحيط موقع سرين القرى الباقية الطيبة الزعبية وكفر مصر وطمرة المرج.
```
وكانت طريق فرعية تربطها بالطريق العام المؤدي إلى 
سمخ
 شمالا وإلى بيسان جنوبا. كما كانت طرق فرعية أخرى ودروب ضيقة تربطها بالقرى المجاورة. وكان الصليبيون يسمونها لوسيرين. في سنة 1596، كانت سيرين قرية في ناحية جنين (لواء 
اللجون
)، وعدد سكانها 22 نسمة، وكانت تدفع الضرائب على عدد من الغلال كالقمح والشعير، بالإضافة إلى عناصر أخرى من الإنتاج كالماعز وخلايا النحل. وقد وصفها الرحالة البريطاني بكنغهام، الذي زار المنطقة في أوائل القرن التاسع عشر، بأنها قرية فيها نحو ثلاثين أو أربعين منزلا، وبالقرب منها نحو ست خيام للبدو.
```

في أواخر القرن التاسع عشر، كانت سيرين محاطة بسياجات من نبات الصبار، وكان سكانها عددهم 100 نسمة تقريباً- يزرعون 35 فداناً (الفدان يساوي 100-250 دونماً). وكانت منازلها في البدء مبنية عند ملتقى الطرق المؤدية إلى القرى الأخرى، لكن مع توسع القرية بدأت منازلها الجديدة تمتد في اتجاه شمالي غربي وجنوبي شرقي. وفي سنة 1945 كان عدد سكانها 810 أنفس، منهم 190 من المسيحيين و 620 من المسلمين. وكان في سيرين مدرسة ابتدائية للينين. وكانت الزراعة أساس اقتصاد القرية، وأهم محاصيلها الحبوب والزيتون. في 1944\1945، كان ما مجموعه 14854 دونماً مخصصاً للحبوب، 413 دونما مرويا أو مستخدما للبساتين، منها 109 دونمات مزروعة زيتونا. وقد عثر على نقش باللغة اليونانية في منزل زيد الشحادة. ومن آثار الفترة البيزنطية أرضية من الفسيفساء ونبع معقود مع بقايا حافة متوجة. وكان بها مدرسة ابتدائية للبنين ، أعلى صفوفها الرابع الابتدائي سنة 1942-1943. وضمت أيضاً عائلات مسيحية.
وجاء اسم سيرين من التسمية الآرامية سير يعني القمة أو الرأس أو المكان المرتفع.واشهرر اودية سيرين وادي الشومر وادي تفاحة وادي البيادر وادي امم ولهان. ومن عيونها عين ام العلق ، ام سدرة ، ادمة ، العبدة ، الحية ، ام حجير..

## القرية اليوم
لم يبق منها سوى المقبرة، ومنزل وحيد (يستخدم متبنا). ويشاهد في الموقع ركام الحجارة محاطا بنبات الصبار. أما الموقع ذاته، فيستخدم زريبة للأبقار. وتغطي بنية حجرية النبع القائم وسط الموقع. ويزرع بعض الأراضي المحيطة بالقرية قطنا.